# Honoré Fabri
Honoré Fabri, latinizat Honoratus Fabrius, (n. 15 aprilie 1607, Virieu-le-Grand, Franța - d. 8 martie 1688, Roma) a fost un profesor iezuit francez, cu preocupări în domeniul matematicii și al fizicii.

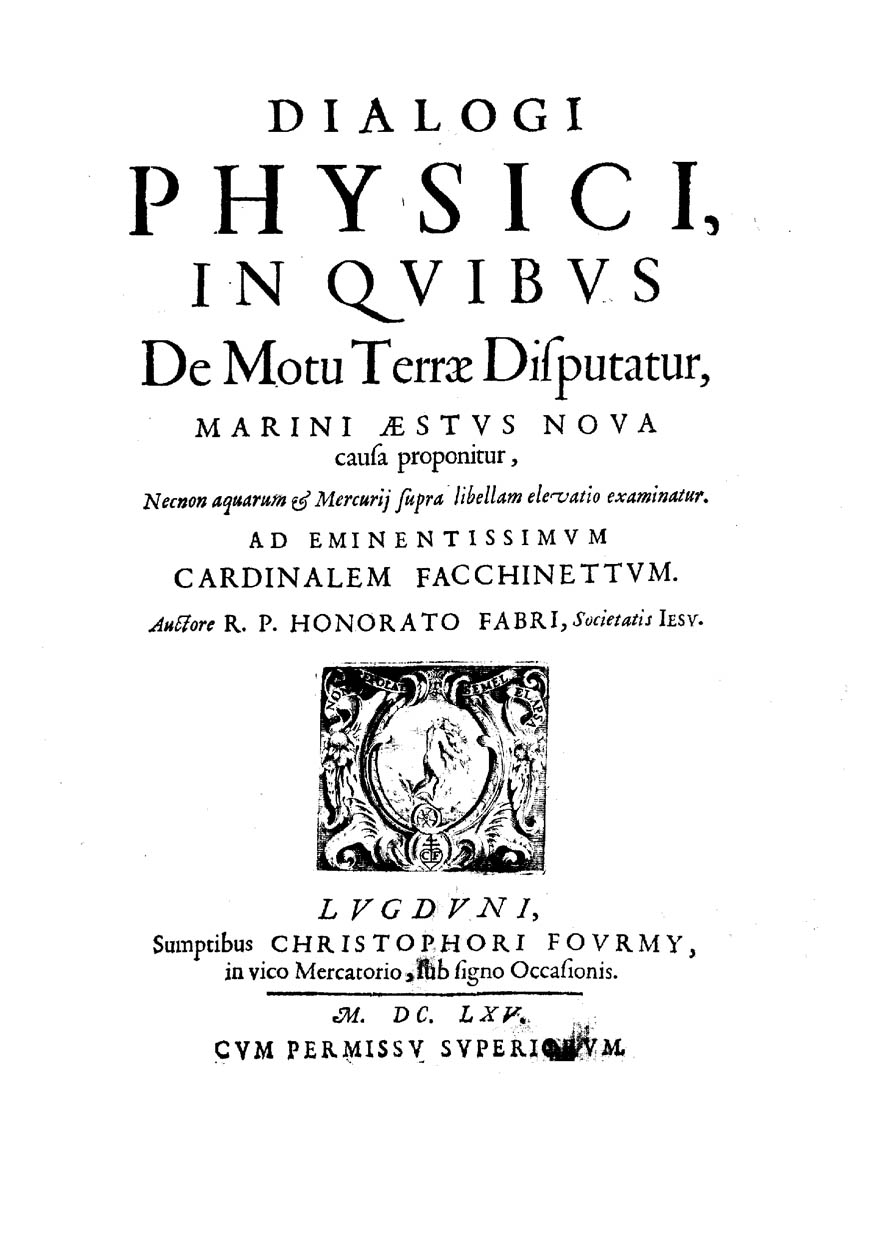
Dialogi physici, 1665

S-a ocupat de rezolvarea celebrei teoreme a lui Fermat.
Cea mai valoroasă lucrare a sa este: Opusculum geometricum de linea sinum et cycloide ("Lucrare geometrică despre linia sinusurilor și despre cicloidă"), apărută la Roma în 1659 și retipărită sub titlul: Synopsis geometriae ("Privire asupra geometriei"), apărută la Lyon în 1669.
În această lucrare a introdus termenul de linie a sinusurilor (sinusoidă) și elemente precursoare ale calculului infinitezimal.
Fabri a descris experiența lui Ricci, din anul 1640, relativ la vid și la determinarea presiunii atmosferice.
1. 1 2 3  MacTutor History of Mathematics archive, accesat în 25 mai 2021
2. 1 2 3  Google Cărți, p. v
3. 1 2 3 4  Scholasticon, accesat în 25 mai 2021
4. ↑  , p. 234 https://books.google.cat/books?id=IgskDwAAQBAJ& Lipsește sau este vid: |title= (ajutor)
5. 1 2 3 4 5 6 7 8  MacTutor History of Mathematics archive
6. ↑  CONOR.SI[*] Verificați valoarea |titlelink= (ajutor)
7. ↑  Autoritatea BnF, accesat în 10 octombrie 2015
8. 1 2 3 4 5 6 7  Czech National Authority Database, accesat în 30 august 2020
9. 1 2 3  , p. 3 https://shs.hal.science/halshs-00806459/ Lipsește sau este vid: |title= (ajutor)